# François De Fossa
François de Paule Michel Jacques Raymond De Fossa (Parigi, 30 aprile 1861 – 31 dicembre 1936) è stato un pittore e ufficiale francese.
Nato nel 1861 in un'antica famiglia della Catalogna, divenuta francese con l'annessione del 1634, il visconte François de Fossa ereditava da una doppia tradizione di ufficiali e di eruditi. Suo nonno François De Fossa fu compositore di musica e ufficiale, oggi riscoperto e la cui musica viene eseguita dai più fini concertisti, aveva prestato servizio fra i volontari reali di Vincennes nel marzo 1815.
Lui stesso era inoltre fine acquarellista, membro della Société des artistes amateurs e assiduo dei salon con lo pseudonimo di Yvan d'Assof, con il quale firmava articoli per la rivista "L'ami du monument".
Si ricordano, fra le sue pubblicazioni, il libro sul castello di Vincennes, di cui era divenuto appassionato quando era di stanza a Vincennes come tenente di artiglieria nel 1890.